# Suma binocular
La suma binocular se refiere al rendimiento visual mejorado de la visión binocular en comparación con el de la visión monocular. El beneficio más importante de la visión binocular es la estereopsis o percepción de profundidad; sin embargo, la suma binocular también ofrece algunas ventajas sutiles. Al combinar la información recibida en cada ojo, la suma binocular puede mejorar la agudeza visual, la sensibilidad al contraste, la percepción del parpadeo y la percepción del brillo.  Aunque la suma binocular generalmente mejora la visión binocular, puede empeorar la visión binocular en relación con la visión monocular bajo ciertas condiciones. La suma binocular disminuye con la edad y cuando hay grandes diferencias interoculares. 

## Mejoras visuales
Algunas de las formas en que la suma binocular mejora el rendimiento visual binocular son
- Percepción del brillo. El brillo percibido binocularmente es mayor que el brillo visto por cada ojo individual. Esto ayuda a detectar luces tenues y también provoca que la pupila disminuya su tamaño, lo que mejora el enfoque.
- Percepción de parpadeo. La suma binocular puede aumentar la tasa de fusión de parpadeo crítica (CFF), que es la tasa de parpadeo perceptible más alta antes de que la imagen parezca continua. El CFF aumenta cuando ambos ojos ven el mismo parpadeo y disminuye cuando el parpadeo de un ojo está desfasado con respecto al del otro. La suma binocular también aumenta el brillo percibido del parpadeo cuando ambas entradas están en fase.
- Sensibilidad al contraste.
- Agudeza visual.

Una medida práctica de binocularidad es la relación de suma binocular BSR, que es la relación entre la sensibilidad al contraste binocular y la sensibilidad al contraste del mejor ojo. 
{\displaystyle BSR=CS_{binocular}/CS_{better\ eye}}

## Modelos de brillo binocular.
Se podría esperar que las entradas de cada ojo simplemente se sumen y que el brillo percibido con dos ojos sea el doble que el de un solo ojo. Sin embargo, el brillo percibido con dos ojos es sólo ligeramente mayor en comparación con un solo ojo. Si un ojo ve una escena brillante, el brillo percibido en realidad disminuirá si al otro ojo se le presenta una luz tenue. Este fenómeno contradictorio se conoce como la paradoja de Fechner. Se han propuesto varios modelos diferentes para explicar cómo se combinan las entradas de cada ojo.
El renombrado físico Erwin Schrödinger, conocido por sus contribuciones a la teoría cuántica, sentía fascinación por la psicología y exploraba temas relacionados con la percepción del color. Schrödinger (1926)  presentó una ecuación para la combinación de brillo y contraste binoculares donde cada entrada monocular se pondera por la relación entre la intensidad de la señal de ese ojo y la suma de la señal de ambos ojos. las entradas {\displaystyle f_{l}} y {\displaystyle f_{l}} son señales de flujo de brillo monocular. Esta ecuación se puede considerar como la suma de las longitudes de dos vectores. 
{\displaystyle B=f_{l}{\frac {f_{l}}{f_{l}+f_{r}}}+f_{r}{\frac {f_{r}}{f_{l}+f_{r}}}={\frac {f_{l}^{2}+f_{r}^{2}}{f_{l}+f_{r}}}}
MacLeod (1972)  amplió el trabajo de Schrödinger al proponer la siguiente fórmula para la intensidad de la señal de una señal neuronal {\displaystyle f} en términos de ruido interno {\displaystyle f_{0}}, diferencia de luminancia a lo largo del contorno {\displaystyle l} y diferencia de luminancia umbral {\displaystyle l_{0}} .
{\displaystyle f={\begin{cases}f_{0}+\log {({\frac {l}{l_{0}}})},&{\text{if }}l\geq l_{0}\\f_{0}&{\text{if }}l<l_{0}\\\end{cases}}}

## Proceso
Todavía no se sabe exactamente cómo realiza este proceso el cerebro y sigue siendo un área activa de investigación. El mecanismo puede explicarse mediante alguna combinación de suma de probabilidades, suma neural y efectos debidos a diferencias binoculares-monoculares en el tamaño, la acomodación, la fijación y la rivalidad de las pupilas. La suma de probabilidades proviene del principio de que existe una mayor probabilidad de detectar un estímulo visual con dos ojos que con uno.
Hay cinco resultados posibles cuando se suman los estímulos de entrada. Estos son
- Facilitación binocular. La sumatoria es más del doble que la de una sola entrada.
- Suma binocular completa. La sumatoria es exactamente el doble que la de una sola entrada.
- Suma binocular parcial. La suma es mayor que la de una sola entrada, pero menos del doble.
- Sin suma binocular. La suma es la misma que la de una sola entrada.
- Inhibición binocular. La suma es menor que peor que una sola entrada.

## Fusión binocular
Se utilizan mecanismos de fusión motora y de fusión sensorial para combinar las dos imágenes en una sola imagen percibida. La fusión motora describe los movimientos oculares de vergencia que rotan los ojos alrededor del eje vertical. La fusión sensorial es el proceso psicológico del sistema visual que crea una única imagen percibida por el cerebro.